# Svartetjärnet (Bäcke socken, Dalsland, 652453-129331)
Svartetjärnet är en sjö i Bengtsfors kommun i Dalsland och ingår i Göta älvs huvudavrinningsområde.